# Lernantsk
Lernantsk (in armeno Լեռնանցք?) è un comune di 1 295 abitanti (2008) della Provincia di Lori in Armenia.